# Kolla
Kolla is een bestuurslaag in het regentschap Bangkalan van de provincie Oost-Java, Indonesië. Kolla telt 3102 inwoners (volkstelling 2010).